# Список чемпионов мира по версии журнала «Ринг»

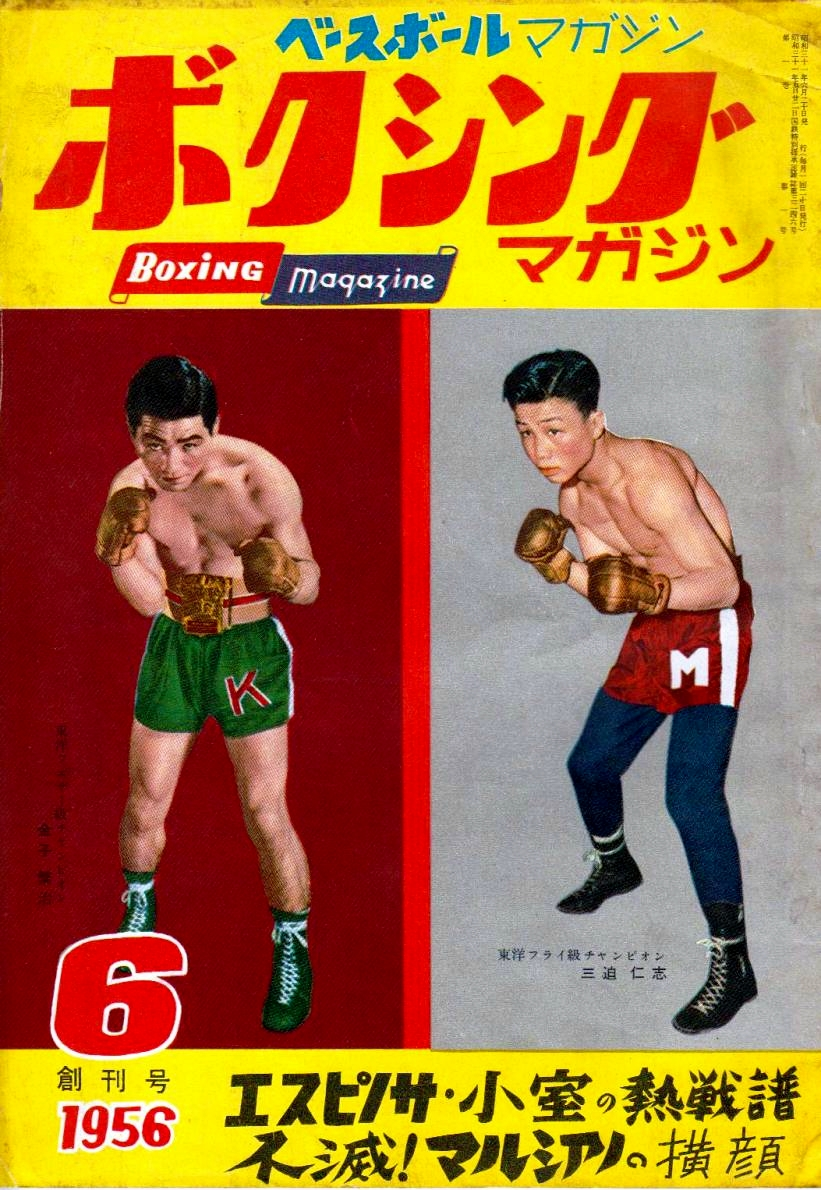
Обложка журнала «Ринг» выпущенного в Японии

Журнал «Ринг» имеет свой собственный титул чемпиона мира, он появился в 1922 году. Первый пояс чемпиона мира по версии журнала Ринг был вручён Джеку Демпси. С 1990-х по 2002-й год титул не вручался. Есть только два способа получить пояс чемпиона по версии журнала Ринг:
1. Победить действующего чемпиона.
2. Выиграть поединок между первым и вторым номерами рейтинга журнала (иногда между первым и третьим номерами рейтинга).

|  | Действующий чемпион                            |
|  | Наибольшее количество непрерывных защит титула |

### Тяжёлый вес (200+ фунт., 90.718+ кг)
| № | Боксер           | Время действия титула             | Количество защит |
| --- | ---------------- | --------------------------------- | ---------------- |
| 1 | Джек Демпси      | 1922 — 23 сентября 1926           | 2                |
| ... |                  |                                   |                  |
| 8 | Джо Луис         | 22 июня 1937 — 1 марта 1949       | 26               |
| ... |                  |                                   |                  |
| 27 | Владимир Кличко  | 20 июня 2009 — 28 ноября 2015     | 11               |
| 28 | Тайсон Фьюри     | 28 ноября 2015 — 1 февраля 2018   | 0                |
| Фьюри был лишен титула за то, что не объявил соперника до 31 января 2018 года — крайнего срока, установленного The Ring. |                  |                                   |                  |
| 29 | Тайсон Фьюри (2) | 22 февраля 2020 — 13 августа 2022 | 2                |
| Фьюри освободил титул.                                                                                                   |                  |                                   |                  |
| 30 | Александр Усик   | 20 августа 2022 — н.в.            | 4                |

### Первый тяжёлый вес (200 фунт., 90.718 кг)
| №   | Боксер      | Время действия титула | Количество защит |
| --- | ----------- | --------------------- | ---------------- |
| 1   |             |                       |                  |
| ... |             |                       |                  |
| 13  | Джей Опетая | 2 июля 2022 — н.в.    | 5                |

### Полутяжёлый вес (175 фунт., 79.378 кг)
| №   | Боксер        | Время действия титула   | Количество защит |
| --- | ------------- | ----------------------- | ---------------- |
| 1   |               |                         |                  |
| ... |               |                         |                  |
| 33  | Дмитрий Бивол | 22 февраля 2025 — н. в. | 0                |

### Второй средний вес (168 фунт., 76.203 кг)
| №   | Боксер         | Время действия титула  | Количество защит |
| --- | -------------- | ---------------------- | ---------------- |
| 1   |                |                        |                  |
| ... |                |                        |                  |
| 4   | Сауль Альварес | 9 декабря 2020 — н. в. | 8                |

### Средний вес (160 фунт., 72.574 кг)
| №   | Боксер             | Время действия титула            | Количество защит |
| --- | ------------------ | -------------------------------- | ---------------- |
| 1   |                    |                                  |                  |
| ... |                    |                                  |                  |
| 45  | Сауль Альварес (2) | 15 сентября 2018 — 2 января 2021 | 1                |

### Первый средний вес (154 фунт., 69.85 кг)
| №   | Боксер         | Время действия титула           | Количество защит |
| --- | -------------- | ------------------------------- | ---------------- |
| 1   |                |                                 |                  |
| ... |                |                                 |                  |
| 17  | Джермелл Чарло | 22 сентября 2020 — 23 июля 2024 | 2                |

### Полусредний вес (147 фунт., 66.678 кг)
| №   | Боксер          | Время действия титула         | Количество защит |
| --- | --------------- | ----------------------------- | ---------------- |
| 1   |                 |                               |                  |
| ... |                 |                               |                  |
| 56  | Теренс Кроуфорд | 29 июля 2023 — 3 августа 2024 | 0                |

### Первый полусредний вес (140 фунт., 63.503 кг)
| №   | Боксер        | Время действия титула | Количество защит |
| --- | ------------- | --------------------- | ---------------- |
| 1   |               |                       |                  |
| ... |               |                       |                  |
| 20  | Теофимо Лопес | 10 июня 2023 — н.в.   | 2                |

### Лёгкий вес (135 фунт., 61.235 кг)
| №   | Боксер      | Время действия титула        | Количество защит |
| --- | ----------- | ---------------------------- | ---------------- |
| 1   |             |                              |                  |
| ... |             |                              |                  |
| 44  | Девин Хейни | 5 июня 2022 — 29 ноября 2023 | 2                |

### Второй полулегкий вес (130 фунт., 58.967 кг)
| №   | Боксер          | Время действия титула        | Количество защит |
| --- | --------------- | ---------------------------- | ---------------- |
| 1   |                 |                              |                  |
| ... |                 |                              |                  |
| 22  | Шакур Стивенсон | 30 апреля — 22 сентября 2022 | 0                |

### Полулёгкий вес (126 фунт., 57.123 кг)
| №   | Боксер       | Время действия титула      | Количество защит |
| --- | ------------ | -------------------------- | ---------------- |
| 1   |              |                            |                  |
| ... |              |                            |                  |
| 34  | Майки Гарсия | 19 января — 24 ноября 2013 | 0                |

### Второй легчайший вес (122 фунт., 55.225 кг)
| №   | Боксер     | Время действия титула  | Количество защит |
| --- | ---------- | ---------------------- | ---------------- |
| 1   |            |                        |                  |
| ... |            |                        |                  |
| 8   | Наоя Иноуэ | 26 декабря 2023 — н.в. | 3                |

### Легчайший вес (118 фунт., 53.525 кг)
| №   | Боксер     | Время действия титула        | Количество защит |
| --- | ---------- | ---------------------------- | ---------------- |
| 1   |            |                              |                  |
| ... |            |                              |                  |
| 40  | Наоя Иноуэ | 18 мая 2019 — 13 января 2023 | 6                |

### Второй наилегчайший вес (115 фунт., 52.163 кг)
| №   | Боксер          | Время действия титула | Количество защит |
| --- | --------------- | --------------------- | ---------------- |
| 1   |                 |                       |                  |
| ... |                 |                       |                  |
| 3   | Джесси Родригес | 29 июня 2024 — н.в.   | 1                |

### Наилегчайший вес (112 фунт., 50.802 кг)
| №   | Боксер         | Время действия титула            | Количество защит |
| --- | -------------- | -------------------------------- | ---------------- |
| 1   |                |                                  |                  |
| ... |                |                                  |                  |
| 40  | Роман Гонсалес | 5 сентября 2014 — 1 октября 2016 | 4                |

### Первый наилегчайший вес (108 фунт., 48.988 кг)
| №   | Боксер   | Время действия титула           | Количество защит |
| --- | -------- | ------------------------------- | ---------------- |
| 1   |          |                                 |                  |
| ... |          |                                 |                  |
| 9   | Кэн Сиро | 1 ноября 2022 — 14 октября 2024 | 3                |

### Минимальный вес (105 фунт., 47.627 кг)
| № | Боксер        | Время действия титула | Количество защит |
| - | ------------- | --------------------- | ---------------- |
| 1 | Оскар Коллазо | 16 ноября 2024 — н.в. | 0                |